# Arthur Nibbs
Arthur Manoah Shabazz Nibbs (* 1959 auf Barbuda) ist ein aus Antigua und Barbuda stammender Politiker der Antigua Labour Party. Er gehört seit 2014 dem Repräsentantenhaus an.

## Leben
Seine Ausbildung erhielt Nibbs an der Holy Trinity School und der Antigua Grammar School. Seine politische Karriere begann er im Jahr 1977, als er erfolglos zur Wahl des Barbuda Council antrat. Zwei Jahre später war er erfolgreich. Seit 2004 saß er dem Gremium vor. Während seiner Zeit als Mitglied des Council setzte er sich für die Unabhängigkeit seines Heimatlandes von Großbritannien ein und war an Verhandlungen hierüber aktiv beteiligt. Bei den Unterhauswahlen 1989 trat er als Kandidat des Barbuda Independence Movement an, verlor die Wahl aber deutlich gegen den Kandidaten des Barbuda People’s Movement. Bei den Unterhauswahlen 2004 ließ Nibbs sich als Kandidat für das Barbuda People’s Movement for Change aufstellen. Mit 400 Stimmen erlangte er genauso viele wie das Barbuda People’s Movement, sodass die Wahl im April 2004 wiederholt werden musste. Bei dieser Nachwahl gewann Trevor Walker, Kandidat des Barbuda People’s Movement, mit 14 Stimmen Vorsprung den Sitz. Nachdem Nibbs zur Antigua Labour Party gewechselt und bei den Wahlen 2009 erneut gegen Walker unterlegen war, konnte er bei den Unterhauswahlen 2014 schließlich mit nur einer Stimme Vorsprung den Sieg davontragen. Seit dem 18. Juni 2014 ist er im Kabinett von Premierminister Gaston Browne für das Ressort Landwirtschaft, Ländereien, Fischerei und Barbuda verantwortlich.
Neben seinem politischen Engagement arbeitete Nibbs als Fluglotse auf dem Flughafen VC Bird International. Zudem war er Manager des Golfclubs The K Club in Irland.